# Montségur-sur-Lauzon
Montségur-sur-Lauzon település Franciaországban, Drôme megyében. Lakosainak száma 1371 fő (2022. január 1.). Montségur-sur-Lauzon La Baume-de-Transit, Chamaret, Chantemerle-lès-Grignan, Clansayes, Colonzelle, Solérieux és Richerenches községekkel határos.

## Népesség
A település népességének változása:
| Lakosok száma | 654  | 925  | 987  | 1146 | 1236 | 1268 | 1312 | 1348 | 1352 | 1371 |
|               | 1968 | 1982 | 1990 | 2006 | 2013 | 2015 | 2017 | 2019 | 2020 | 2022 |